# 渋谷哲也
渋谷 哲也（しぶたに てつや、1965年 - ）は、日本の比較文化学者。日本大学文理学部教授。東京国際大学国際関係学部元教授。研究分野は、映画研究、ドイツ映画、映像文化、比較文化。

## 経歴
兵庫県立加古川東高等学校卒業。1988年、広島大学文学部卒業。1994年、学習院大学大学院人文科学研究科ドイツ文学専攻博士課程単位取得退学。1994～1997年、ベルリン自由大学演劇学科留学。東京国際大学准教授・教授などを経て、2023年より日本大学文理学部教授。

## 著書
- いちばんやさしいドイツ語会話入門（2003年、池田書店）
- ベルリンのモダンガール（2004年、三修社） - 共著
- ファスビンダー（2005年、現代思潮新社） - 平沢剛と共著編
- ブレーメンの自由 ゲーシェ・ゴットフリート夫人 ある市民悲劇（2005年、論創社） - ライナー・ヴェルナー・ファスビンダー訳書
- ゴミ、都市そして死（2006年、論創社） - ライナー・ヴェルナー・ファスビンダー訳書
- 若松孝二 反権力の肖像（2007年、作品社） - 四方田犬彦と共著
- ドイツ映画零年（2015年、共和国）

## 所属学会
- 日本独文学会
- 日本ドイツ学会